# Sven Ekdahl

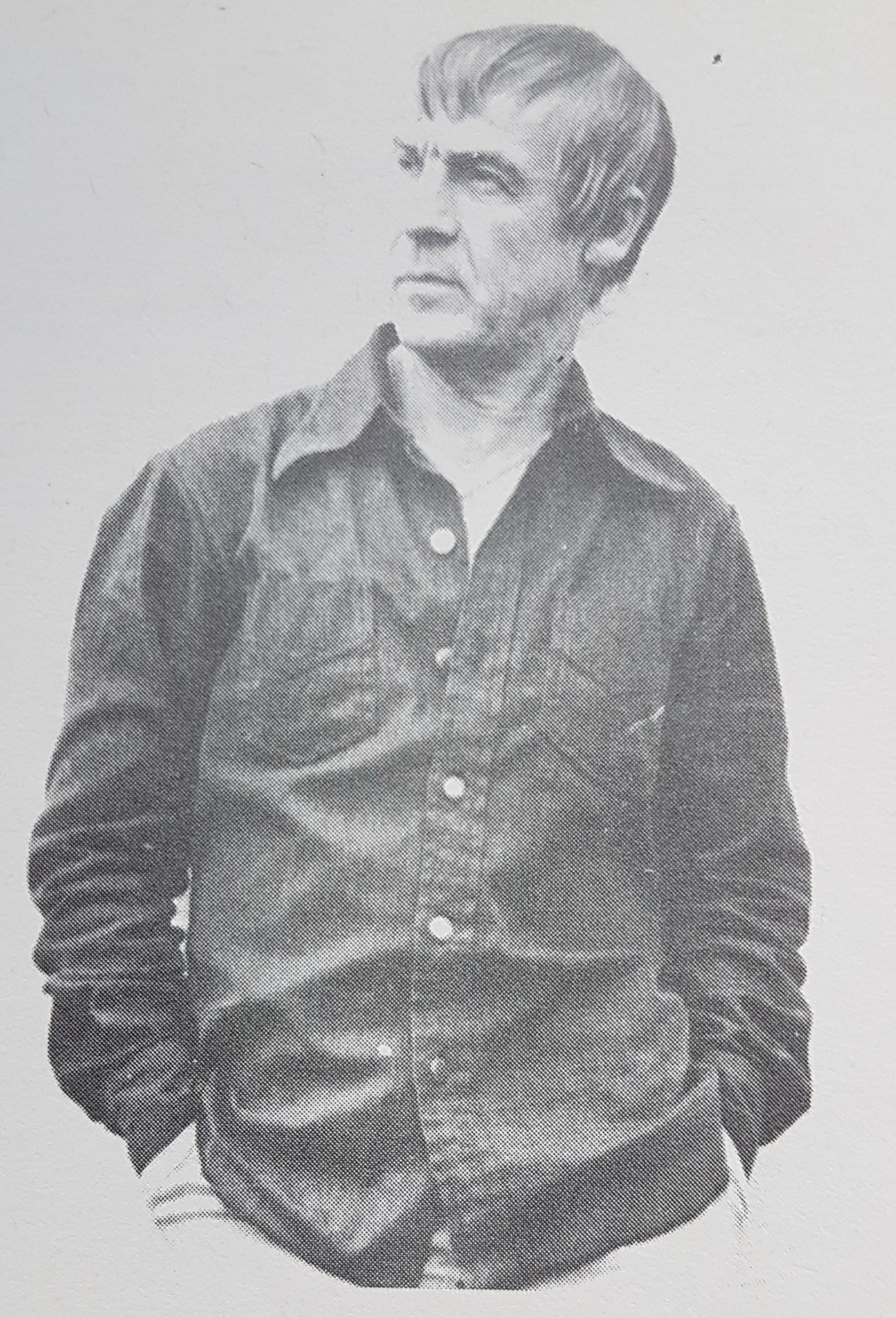
Sven Ekdahl

Sven Vilhelm Ekdahl, född 5 februari 1917 i Södertälje, död 20 september 1993 i Karlstad, var en svensk målare, tecknare och teckningslärare.

## Biografi
Ekdal studerade vid Konstfackskolans avdelning för dekorativt måleri samt akvarellmåleri för Edvin Ollers. Han har ställt ut separat på ett flertal gallerier i Sverige samt Galerie Weil i Paris. Han har bland annat medverkat i samlingsutställningen Unga tecknare på Nationalmuseum, Värmlands konstförenings utställningar på Värmlands museum och med Sörmlandssalongen på olika utställningar runt om i Sverige, Norge och Finland.
Han har tilldelats François Desnoyers stipendium 1968, Karlstads kulturstipendium 1975, Centre Culturel Suédois Paris 1975, Värmlands konstförenings resestipendium 1976 och Thor Fagerkvists stipendium 1990.
Ekdahl är representerad vid Värmlands museum, Karlstad kommun, Värmlands läns landsting, Svenska statens konstsamlingar, Statens konstråd, Collection François des Aloulnoyes i Paris, Nokia stad i Finlands samt ett antal andra kommuner och landsting i Sverige.
Vid sidan av sitt eget skapande arbetade han som teckningslärare vid Tingvallagymnasiet i Karlstad. 